# Mara Yamauchi
Mara Yamauchi (Oxford, 13 agosto 1973) è una maratoneta e mezzofondista britannica, detentrice con 2h25'10" della seconda miglior prestazione nazionale nella maratona.

## Biografia
Inizia con un club di Oxford, Headington Road Runners, mentre era a scuola, ma si dedica seriamente all'attività quando è studentessa universitaria, a partire dalle corse di cross. Dopo la laurea al St Anne's College (politica, filosofia ed economia) frequenta un master alla London School of Economics. In questo periodo corre per la Parkside AC (ora Harrow AC) allenata da Bob Parker, ex coach di David Colin Bedford. Nel 1997 veste per la prima volta la maglia della nazionale ai campionati europei di cross, dove giunge 38ª. Nel 1998 è campionessa nazionale della specialità.
Fino al 2002 lascia l'atletica, focalizzandosi sul proprio lavoro all'ambasciata britannica di Tokyo. Quell'anno sposa il nazionale giapponese Shigetoshi Yamauchi e tornata a vivere nel Regno Unito torna all'attività. Corre la sua prima maratona nell'aprile 2004, la maratona di Londra, dove è 17ª in 2:39:16. L'anno successivo a Londra migliora il proprio tempo e viene selezionata per i Mondiali dove è 18ª, contribuendo al bronzo della prova a squadre. A novembre 2005 migliora ancora il personale alla maratona di Tokyo con 2:27:38.
Vince il bronzo ai Giochi del Commonwealth 2006 nei 10.000 m. Ad aprile 2006 diventa la seconda maratoneta britannica di sempre dietro a Paula Radcliffe, finendo 6ª alla maratona di Londra (2:25:13). Il 10 settembre 2006 Yamauchi vince la Mezza maratona di Rotterdam in 1:10:36 battendo Mindaye Gishu e Aya Manome.
A inizio 2008 vince la maratona di Osaka e stabilisce un nuovo primato personale in 2:25:10.

## Palmares
| Anno | Manifestazione          | Sede      | Evento        | Risultato | Prestazione | Note |
| ---- | ----------------------- | --------- | ------------- | --------- | ----------- | ---- |
| 2006 | Giochi del Commonwealth | Melbourne | 10000 m piani | Bronzo    | 31'49"40    |      |
| 2007 | Mondiali                | Osaka     | Maratona      | 9ª        | 2h32'55     |      |
| 2008 | Giochi olimpici         | Pechino   | Maratona      | 6ª        | 2h27'29     |      |
| 2012 | Giochi olimpici         | Londra    | Maratona      | dnf       | dnf         |      |